# Царибродски партизански отряд
Царибродски партизански отряд „Момчил войвода“ е подразделение на Първа Софийска въстаническа оперативна зона на Народоосвободителна въстаническа армия (НОВА) по време на комунистическото партизанско движение в България (1941-1944). Действа в района на Цариброд и Фердинанд.
Създаден е на 31 май 1944 година в местността „Куиловъц“, близо до с. Славиня в Западните покрайнини. Осъществява връзката между НОВА и ЮНОА от двете страни на границата между България и Югославия. Основното ядро на отряда са партизани от Царибродския район, действащи дотогава в Трънския партизански отряд и от разбитата Втора софийска народоосвободителна бригада. Командир на отряда е Крум Миланов, Тодор Гогов, политкомисар - Васил Георгиев. Първоначално отрядът има две чети, а после нарастват на три. Третата чета е съставена от дезертирали войници от Пиротския гарнизон.
Провежда акции в с. Чипровци, с. Комщица и с. Чиниглавци. Съвместно с Партизански отряд „Христо Михайлов“ в с. Горни Лом, има акции и с Пиротския партизански отряд.
На 9 септември 1944 г., по заповед на НОВА, установява властта на ОФ в гр. Цариброд и Царибродско.
В историографията и мемоаристиката се води спор дали отрядът е бил част от югославското или от българското партизанско движение. След 1945 г. и след Резолюцията на Коминформбюро от 1948 г. по-голямата част от партизаните на отряда емигрират в България.